# Leucanopsis lecourti
Leucanopsis lecourti is een beervlinder uit de familie van de spinneruilen (Erebidae). De wetenschappelijke naam van de soort is voor het eerst geldig gepubliceerd in 1987 door de Toulgoët.